# Autostrady i drogi ekspresowe w Macedonii Północnej

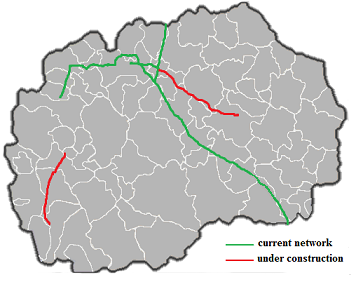
Sieć autostrad i dróg ekspresowych w Macedonii Północnej, stan na sierpień 2016

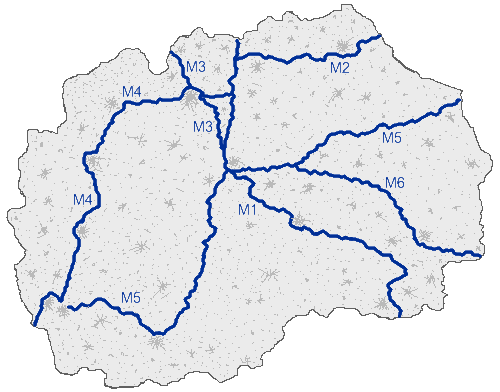
Historyczna mapa planowanej sieci macedońskich autostrad i dróg ekspresowych

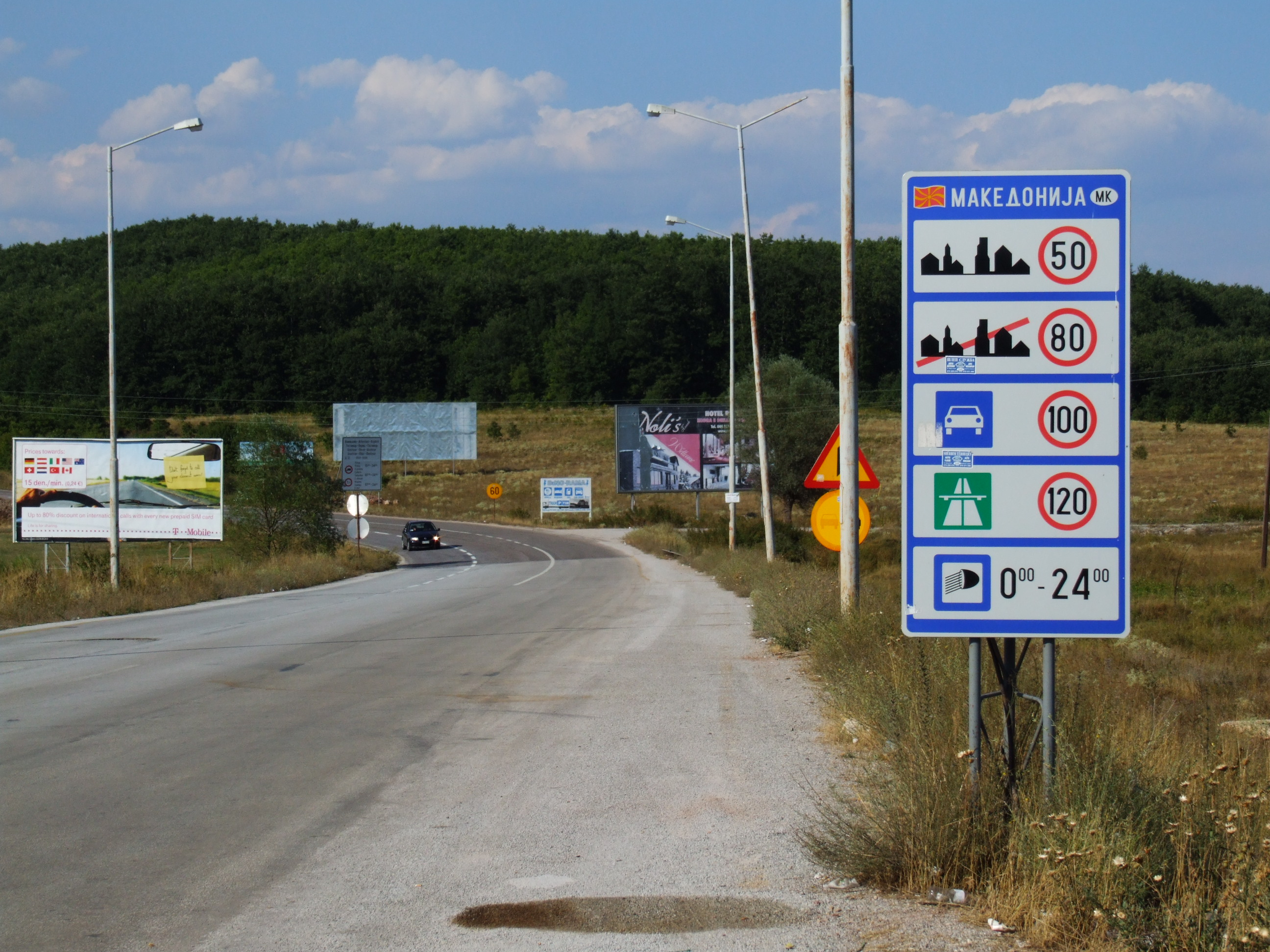
Początek/koniec drogi A2 przy przejściu granicznym z Albanią

Autostrady i drogi ekspresowe w Macedonii Północnej – główne drogi w Macedonii Północnej, łączące najważniejsze miasta w kraju.
Trasy oznaczane są numerem poprzedzonym literą A. Bieżący system numeracji obowiązuje od 30 września 2011 roku.
Obecna numeracja dróg nie rozróżnia autostrad i odcinków nie autostradowych. Odgałęzienia danej drogi nie posiadają odrębnego numeru.
Przejazd drogami A jest płatny na poszczególnych punktach poboru opłat.

## Lista dróg
| Oznaczenie | Numer | Przebieg                                                                                   | Długość          |
| ---------- | ----- | ------------------------------------------------------------------------------------------ | ---------------- |
| A1         | A1    | Serbia – Kumanowo – Wełes – Grecja - Gradsko – Prilep                                      | 178 + 49 km      |
| A2         | A2    | Bułgaria – Kumanowo – Skopje – Tetowo – Gostiwar – Struga – Albania                        | 306 km           |
| A3         | A3    | Podmolje – Ochryda – Bitola – Wełes – Sztip – Bułgaria - Ohrid – Albania - Bitola – Grecja | 310 + 32 + 14 km |
| A4         | A4    | Kosowo – Skopje – Kumanowo – Sztip – Strumica – Bułgaria                                   | 223 km           |

## Stara numeracja dróg
Poprzednia numeracja obowiązywała od lat 90. do 2011 roku. Arterie oznaczano literą M oraz kolejnym numerem.

### Autostrady
| Oznaczenie | Numer | Przebieg                                                                          | Długość    | Nowy numer |
| ---------- | ----- | --------------------------------------------------------------------------------- | ---------- | ---------- |
|            | M1    | Kumanowo – Miładinowci – Wełes – Gewgelija                                        | 173 km     | A1         |
|            | M3    | Petrowec – Skopje – Momin Potok Kosowo                                            | 39,65 km   | A4         |
|            | M4    | Miładinowci – Skopje (obwodnica) – Tetowo – Gostiwar – Kiczewo – Podmole – Struga | 193,614 km | A2         |

### Drogi ekspresowe
| Oznaczenie | Numer | Przebieg                                                                                            | Długość    | Nowy numer |
| ---------- | ----- | --------------------------------------------------------------------------------------------------- | ---------- | ---------- |
|            | M2    | Kumanowo – Kriwa Pałanka                                                                            | 73,574 km  | A2         |
|            | M5    | Podmole – Ochryda – Resen – Bitola – Berowci – Prilep – Wełes – Sztip – Koczani – Dełczewo Bułgaria | 310,269 km | A3         |
|            | M5K   | Bitola – Medżitlija                                                                                 | b.d.       | b.d.       |
|            | M6    | Sztip – Radowisz – Strumica Bułgaria                                                                | 94,612 km  | A4         |
|            | M7    | Debar – Kiczewo – Prilep – Drenowo – Negotino – Goraczino                                           | b.d.       | b.d.       |

W rzeczywistości sporą część dróg określanych jako ekspresowe stanowią obecnie zwykłe, jednojezdniowe drogi z kolizyjnymi skrzyżowaniami.